# Madbi

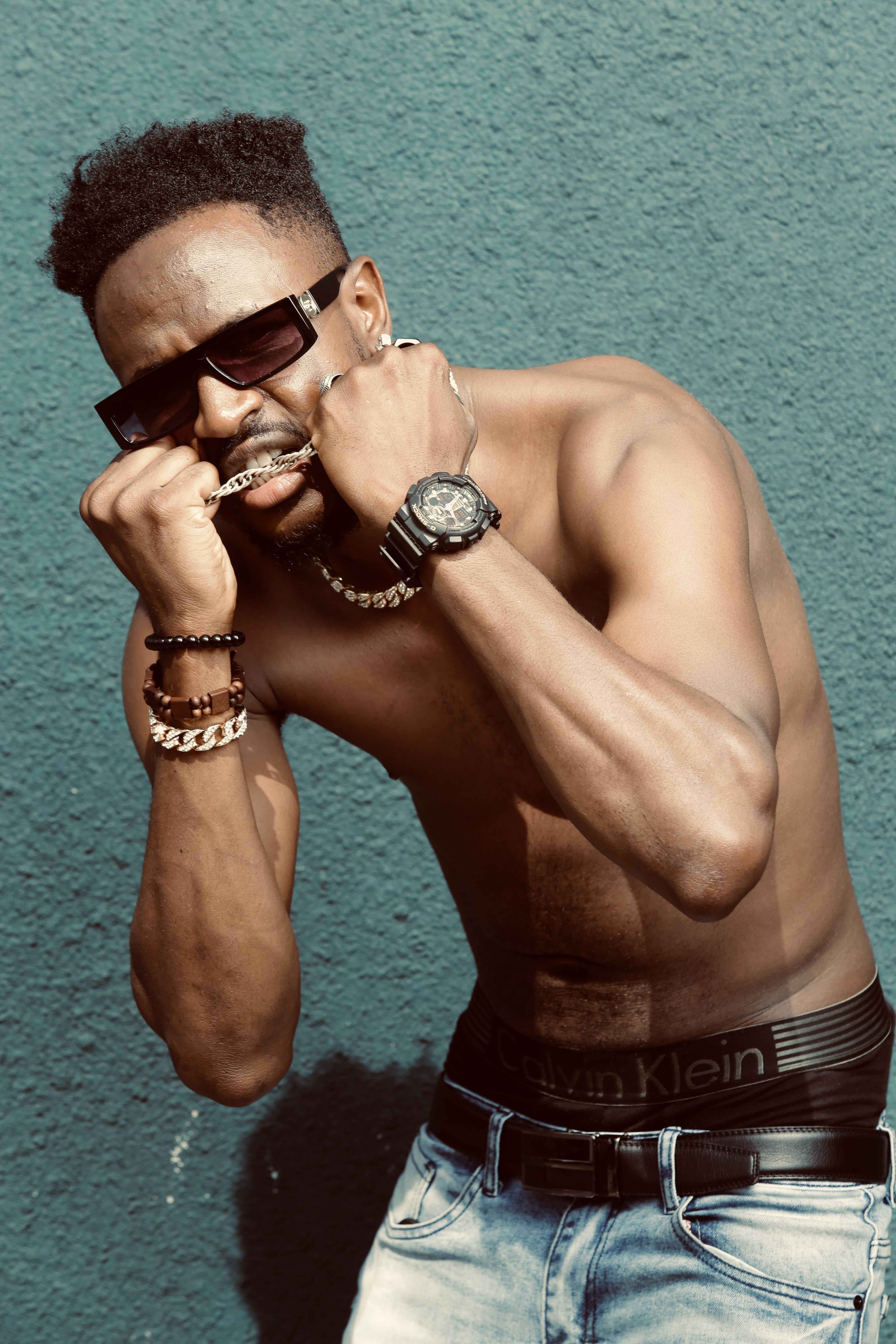
Madbi en 2021 à Abidjan

Madbi ou Madking, de son nom de naissance Idrissa Barry, né le 16 août 1996 à Conakry en république de Guinée, est un artiste, auteur-compositeur guinéen,. 

## Biographie et études
Madbi grandit avec sa grand mère paternelle Yaye Tebou Barry, qui lui inscrit à l'école maternelle Bambino de Dabola.
A l'âge de 7 ans, il rejoint Conakry pour poursuivre ses études à l'école primaire Safia école de Cosa  dans la commune de Ratoma.
En 2010, il rejoint ses parents en Italie où il poursuit ses études à l'institut Tassara-Ghislandi de Breno d'où il est diplômé en technologie de l'industrie mécanique en 2018.

## Carrière musicale
Il commence à composer ses premières notes sous forme de poésies en 2013, par la suite il enregistre son premier single intitulé suis dopé sortie en 2015. S'ensuit des problèmes de famille qui ralentissent la carrière du rappeur jusqu'en 2017, il revient avec le titre I'm back.
Début 2019, il sort le titre LMFLD qui signifie Laisse-Moi Faire La Diff et quelques mois après, le jour de son anniversaire il sort son premier titre officiel en italien Diverso da loro (différent d’eux en Français) et ce titre lui permet de remporter son premier trophée international au Diaspora Award Italia comme meilleur artiste diaspora 2019 en représentant son pays natal la Guinée.
Madbi retourne en Guinée en janvier 2020 pour la présentation de ce trophée remporté à l’international par un show qui a eu lieu le 1er février 2020 dans son ancienne école.

## Musique

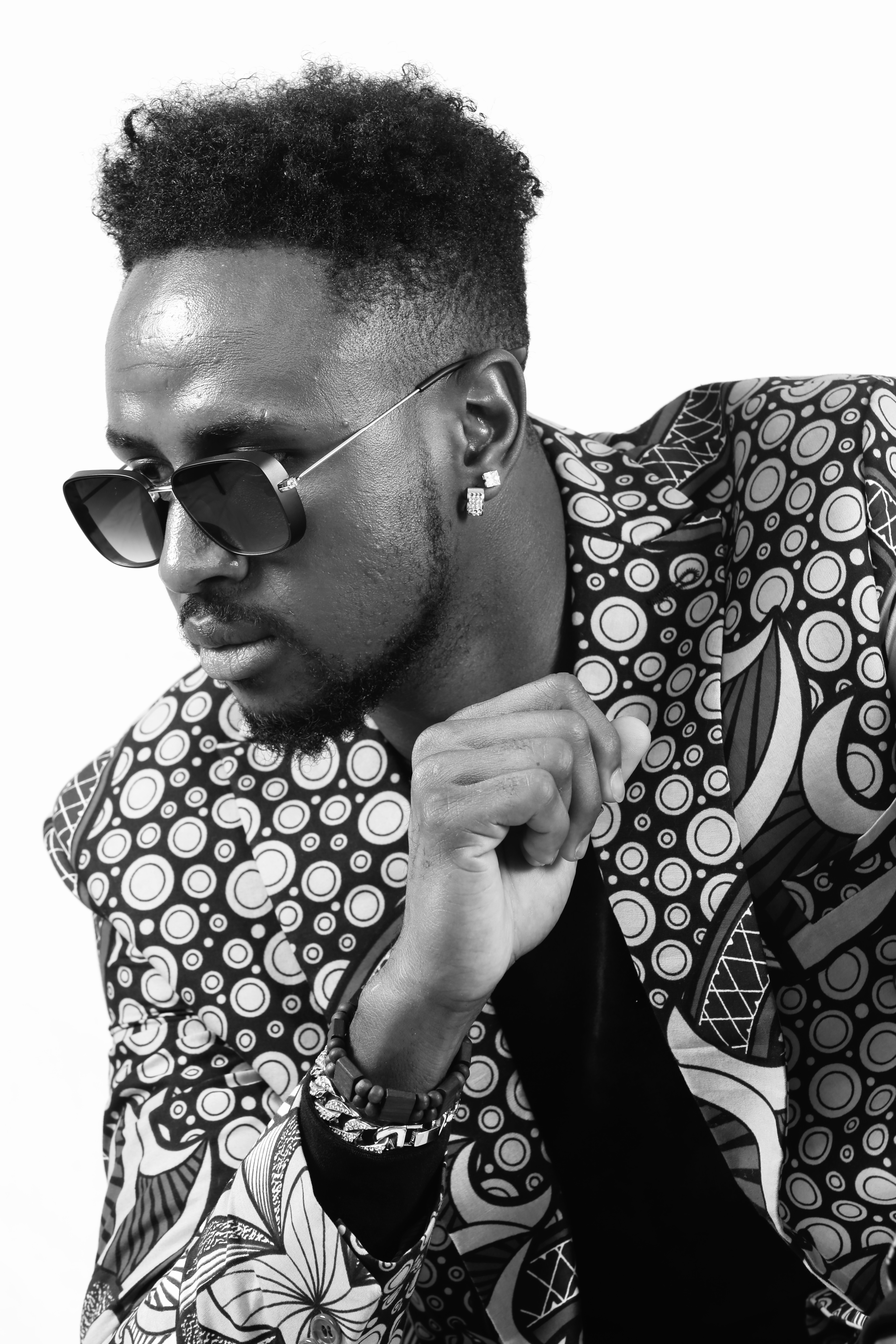

- 2015: Suis Dopé[6]
- 2017: I'm Back[7]
- 2019: LMFLD
- 2019: Diverso da loro
- 2020: Bendo
- 2020: À Fond
- 2020: T'étais Pas là
- 2020: Soldats
- 2021: Paradis

## Clips
- 2015: Suis Dopé
- 2017: I'm Back
- 2019: LMFLD
- 2019: Diverso da loro
- 2020: À Fond[8]
- 2020: T'étais Pas là[9],[10]

## Collaboration
Il fait des collaborations avec des musiciens de la Guinée et d'ailleurs notamment son ami Ans-T Crazy (Guinée), Himra (Côte d'ivoire).

## Prix et reconnaissances
- 2022: Meilleur artiste diaspora au Eucher TV Award 2022[12].
- 2019: Diaspora award italia catégorie meilleur artiste diaspora italia[13].

## Vie privée
Madbi déclare ses sentiments et l'envie de rencontrer l'influenceuse ivoirienne Emma Lohoues. Il la rencontre lors de sa tournée médiatique à Abidjan (Côte d'Ivoire),,.